# Leivur Øssursson
Leivur Øssursson, eller Leif Øssursson (ca. 980 – før 1047) var hersker over Færøerne, efter at han i 1035 fik dem til len af Norge.
Leivurs magtovertagelse markerer samtidig afslutningen på vikingetiden på Færøerne og dermed slutningen på republikken.
Leivur fødtes som søn af Øssur Havgrímsson og "en af Færøernes bedste bønders datter". Hendes navn står ikke i Færingesagaen. Det er også uklart, hvor og hvornår Leivur blev født, men man kan sige, at det må have været før året 983, hvor hans far døde som 23-årig. Fødselssted var sandsynligvis enten i Gøta, hvor faderen boede hos Tróndur í Gøtu; i Hov, hvor faderen fik Havgrímurs gård; eller endog på Skúvoy, hvor faderen også overtog den gård, der havde tilhørt Brestir og Beinir.
Han giftede sig med Tóra Sigmundsdóttir, datter af Sigmundur Brestisson og Turið Torkilsdóttir.
Olav den Hellige opfordrede i 1024 nogle af Færøernes vigtigste mænd til at komme til Norge og blive hans hirdmænd: lagmand Gille, Tórolvur Sigmundsson og Leivur Øssursson. Så længe Tróndur i Gøtu levede, kunne kongen dog ikke få bugt med færingerne. To skibe, som han sendte at kræve skat af Færøerne, forsvandt sporløst, og da så det tredje skib blev sendt med Karl hin mørske for at kræve skat og lydighed imod den norske konge, blev han myrdet efter Trónds anstiftelse på et ting, han havde samkaldt på Tinganes.
Men efter Trónds død i 1035, da Leivur var enerådende på øerne, toges de til len af kong Magnus den Gode samme år. Fra den tid regnedes Færøerne til de norske skatlande, indtil de efter Freden i Kiel i 1814 ved Norges adskillelse fra Danmark helt kom til at høre til Danmark og blev lagt ind under under Sjællands stift.